# Helene Staegemann

Helene Staegemann (1906)

Helene Staegemann (* 18. April 1877 in Hannover; † 24. August 1923 in Partenkirchen) war eine deutsche Sängerin (Sopran).

## Leben
Sie war die Tochter von Max Staegemann und dessen Frau, der Geigerin Hildegard Kirchner († 16. Juni 1913 in Dresden). Ihre Großmutter, Mathilde Staegemann, geborene Devrient, war eine Schwester der bekannten Schauspieler Karl, Emil und Eduard Devrient. Ihr Bruder war Waldemar Staegemann.
Nach einer Gesangsausbildung bei ihrem Vater war sie um die Jahrhundertwende eine gefeierte Konzertsopranistin, die in Berlin, Wien und Prag auftrat und besonders als hervorragende Liedinterpretin galt. 1899 begab sie sich auf eine Konzerttournee durch Osteuropa. Komponisten wie Carl Reinecke und Hans Pfitzner widmeten ihr Liedkompositionen.
Nach ihrer am 21. September 1909 in Leipzig erfolgten Hochzeit mit dem Komponisten Graf Sigwart zu Eulenburg nahm sie jedoch ihren Abschied von der Bühne. Das Ehepaar hatte einen ebenfalls hochmusikalischen Sohn, Friedrich „Friedel“ Maximilian Philipp Donatus (* 19. Februar 1914; † 2. Februar 1936), der bereits in jungen Jahren Kapellmeister wurde, jedoch bereits 1936 bei einer Wehrübung starb.